# Musschia isambertoi
Musschia isambertoi — вид рослин з родини дзвоникові (Campanulaceae), ендемік Мадейри.

## Опис
Монокарпна рослина до 2 м заввишки. Стебло нерозгалужене. Листки 25–33 × 11–13 см, жорсткі, тьмяно-зелені. Суцвіття довжиною до 150 см, нерозгалужене, крім термінальної частини. Квітка до 5 см, нектарична; зелена, жовтувата з червонувато-коричневими тонами. Чашолистки 23–25 × 5–10 мм, зелені з червонувато-коричневим верхом і жилами, іноді жовтуваті до основи, від ланцетних з тоншою основою до довгастих, від субгострих до загострених. Вінчик від зеленого до оливково-зеленого забарвлення, жовтуватий до основи, пелюстки 20 × 4.5–6 мм. Пиляки 15 мм.

## Поширення
Ендемік архіпелагу Мадейра (о. Дезерташ).